# Église Saint-Maclou de Bar-sur-Aube
Pour les articles homonymes, voir Église Saint-Maclou.
L'église Saint-Maclou est une église située à Bar-sur-Aube, en France.

## Description
L'église est très endommagée et n'est pas ouverte à la visite. Cependant, des travaux de restauration ont débuté en 2017 afin de rendre à l'église son état d'origine et permettre de nouveau la visite au public. Ces travaux, concernant principalement l'intégrité structurelle et l'apparence extérieure de l'édifice, ont été achevés et la restauration inaugurée le 22 novembre 2024. La restauration de l'intérieur et de son mobilier ainsi que la rénovation du parvis sont comptés parmi les futurs projets pour cette église.

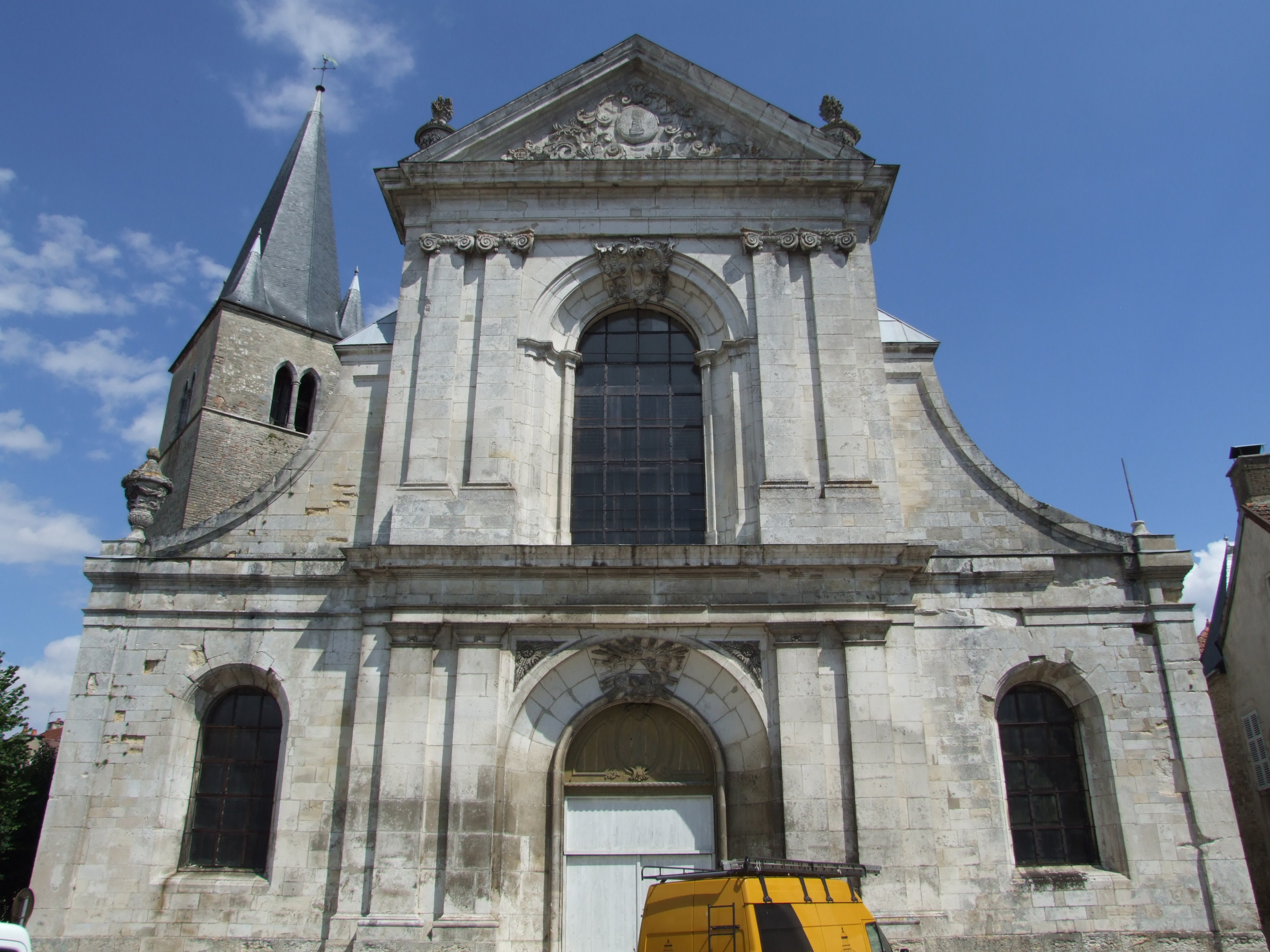
Sa façade en 2008,
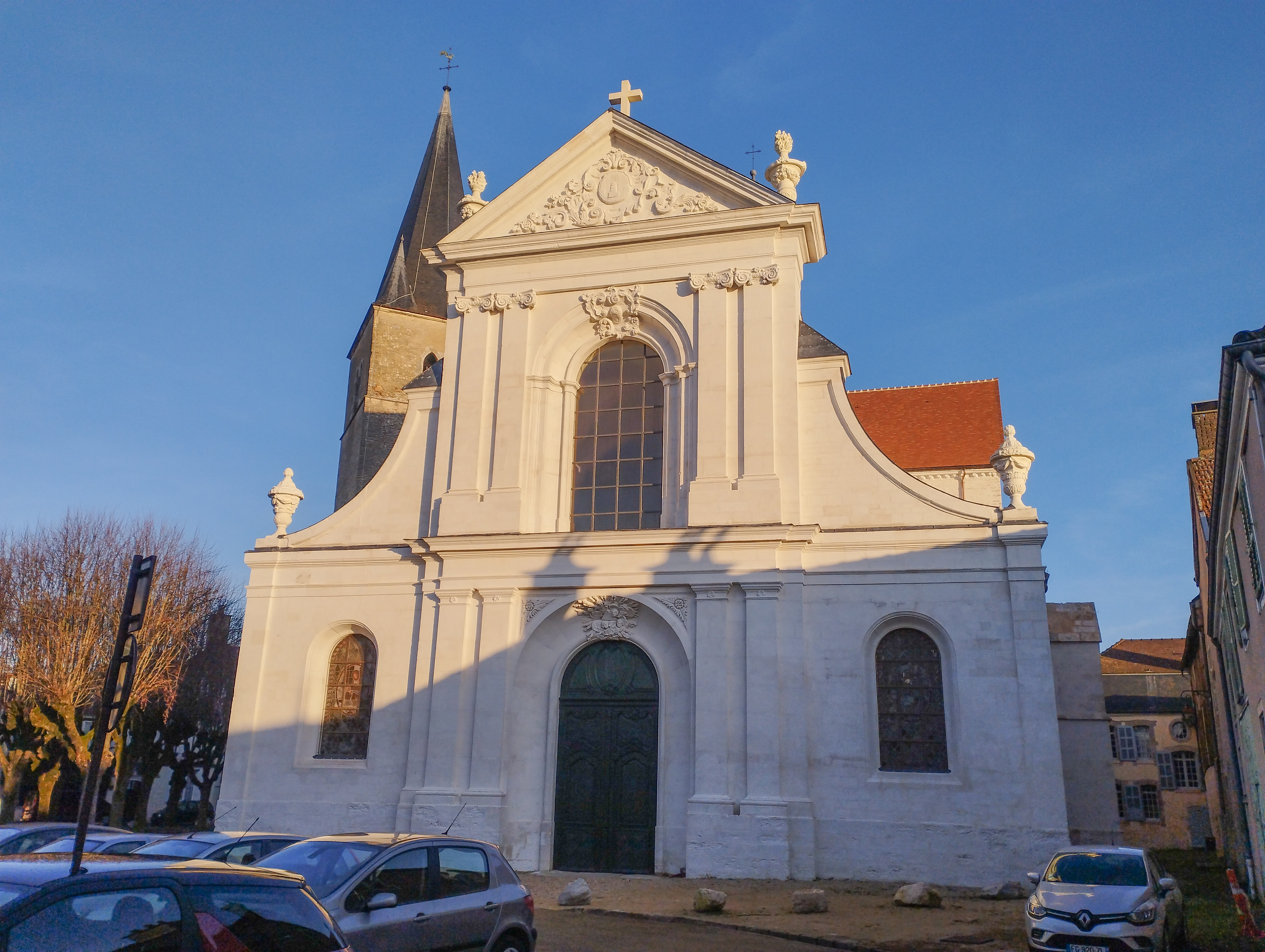
Sa façade après rénovation fin 2024,
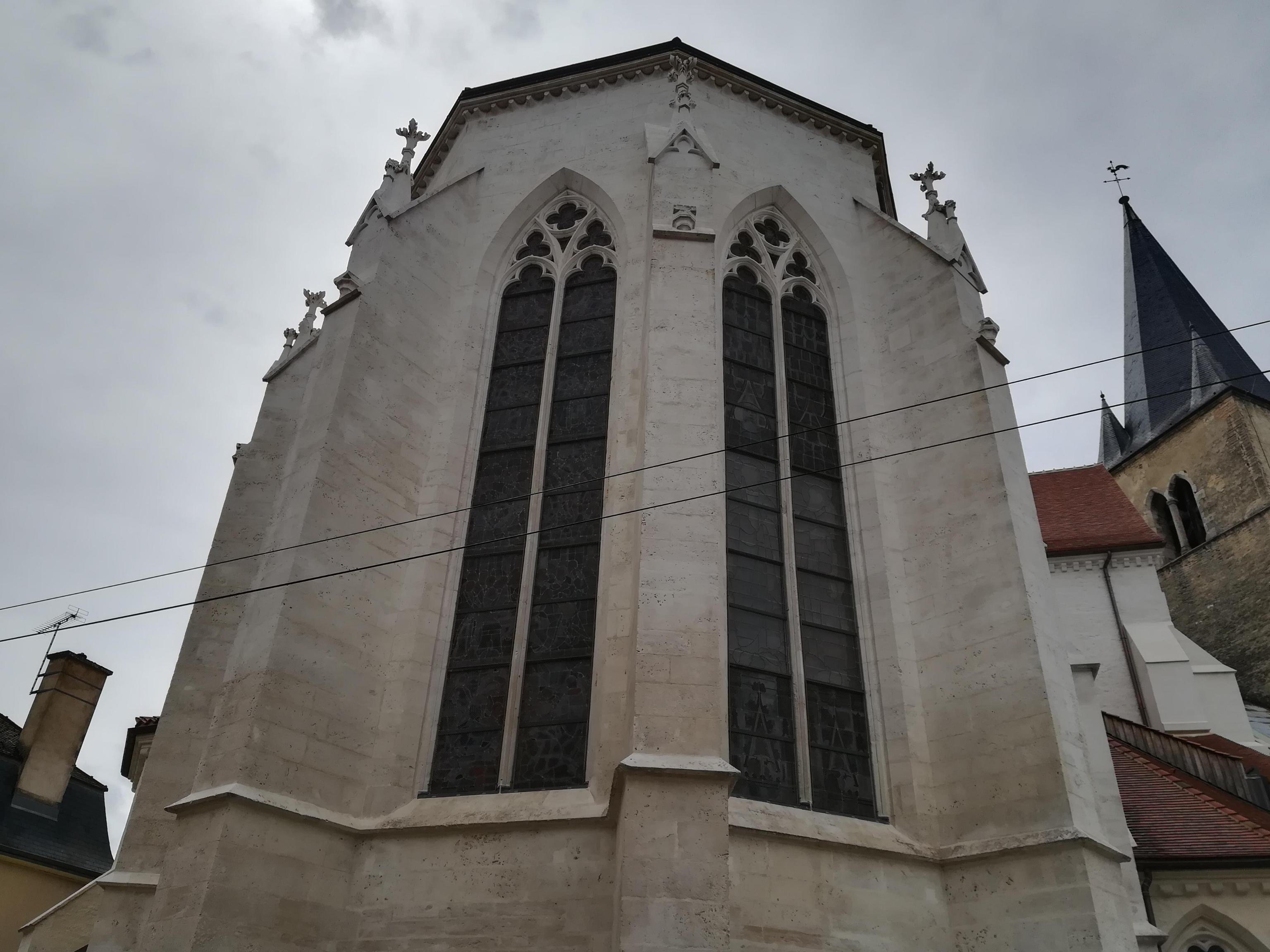
Son chevet,
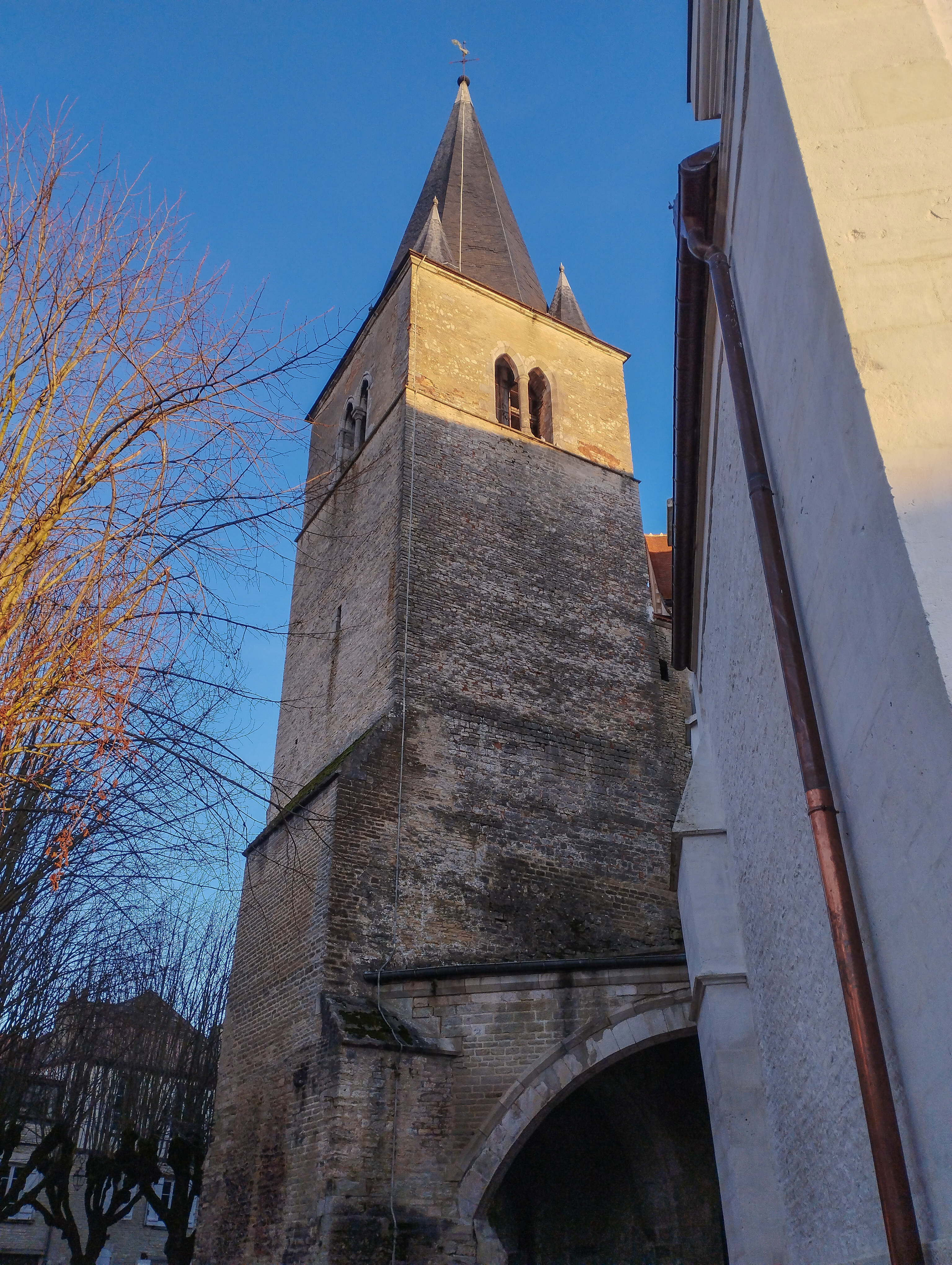
Sa tour,
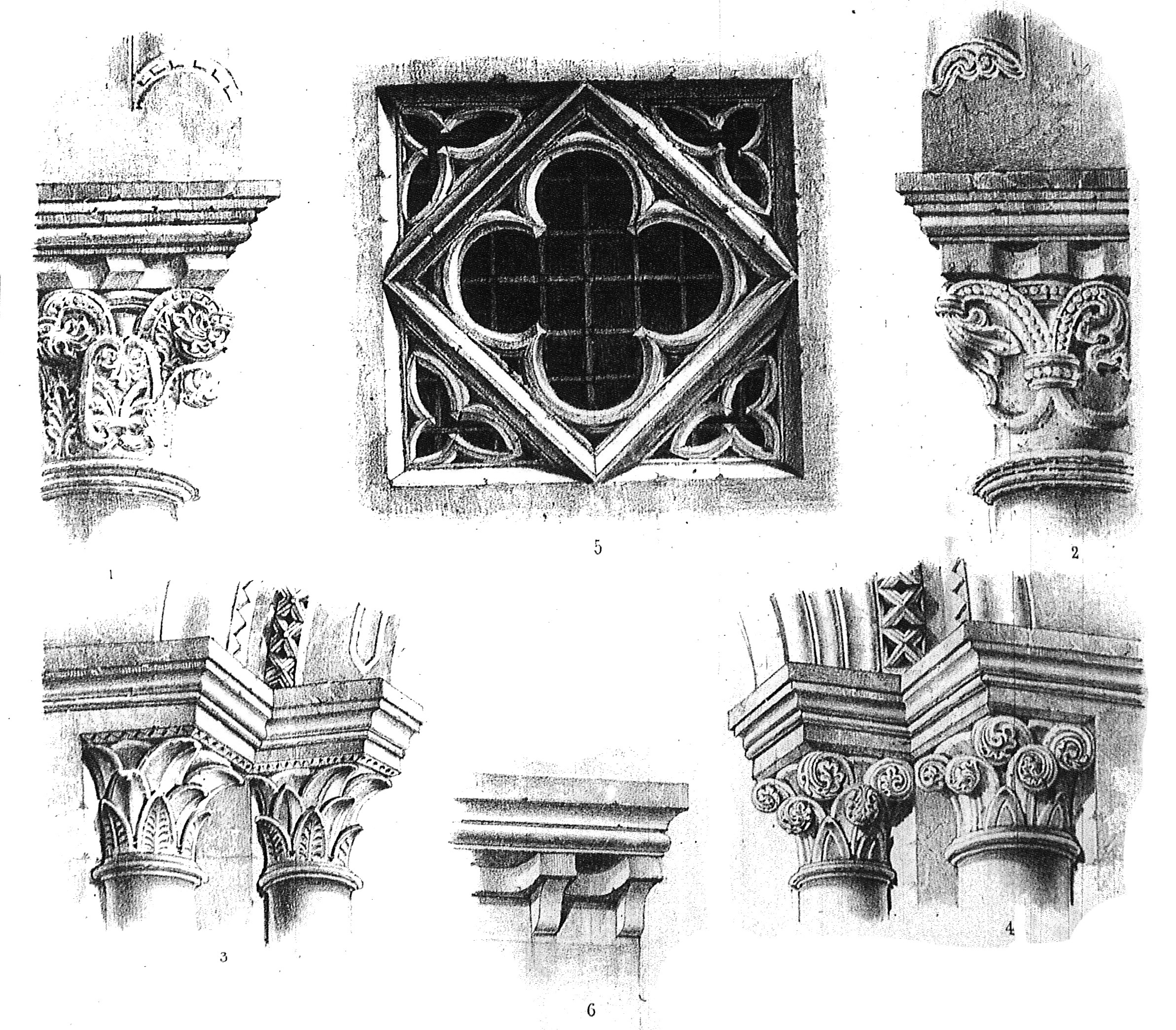
détails par Charles Fichot.

## Localisation
L'église est située sur la commune de Bar-sur-Aube, dans le département français de l'Aube.

## Liste des prieurs ou doyens
- 1159 : Raoul,
- 1160 : Rainier,
- 1165 à 1174 : Manassès,

...
- 1736-1746 : Jean Robert aussi prieur de Neuf-Fontaine de Soissons,
- 1746-1779 : Charles de Magauly, prieur de Belroy et curé de Saint-Pierre,
- 1779 - 1791 : Luc Evers, chanoine de Bar, de Mussy et curé de Saint-Maclou.

## Historique
Le chapitre Saint-Maclou de Bar-sur-Aube fut fondé par le comte de Champagne Henri Ier le Libéral, à l'église paroissiale Saint-Maclou, dans l'enceinte du nouveau château. À l'origine, il comprenait vingt-neuf chanoines. Il se basait sur une église plus ancienne qui était succursale de Sainte-Germaine et dépendait de l'abbaye de Saint-Claude.
En octobre 1471, par ses lettres patentes, le roi Louis XI confirma les privilèges du chapitre de Saint-Maclou de Bar, octroyés auparavant par ses prédécesseurs.
Le chapitre chapitre nommait les curés des églises Saint-Maclou, Sainte-Madeleine, la présentation des cures d'Ailleville, Baroville, Proverville, Urville, Vitry-le-Croisé ; le chantre présentait celui de Bayel, le trésorier celui de Couvignon. Il disparaît lors de la Révolution française.
L'édifice est classé au titre des monuments historiques en 1840.

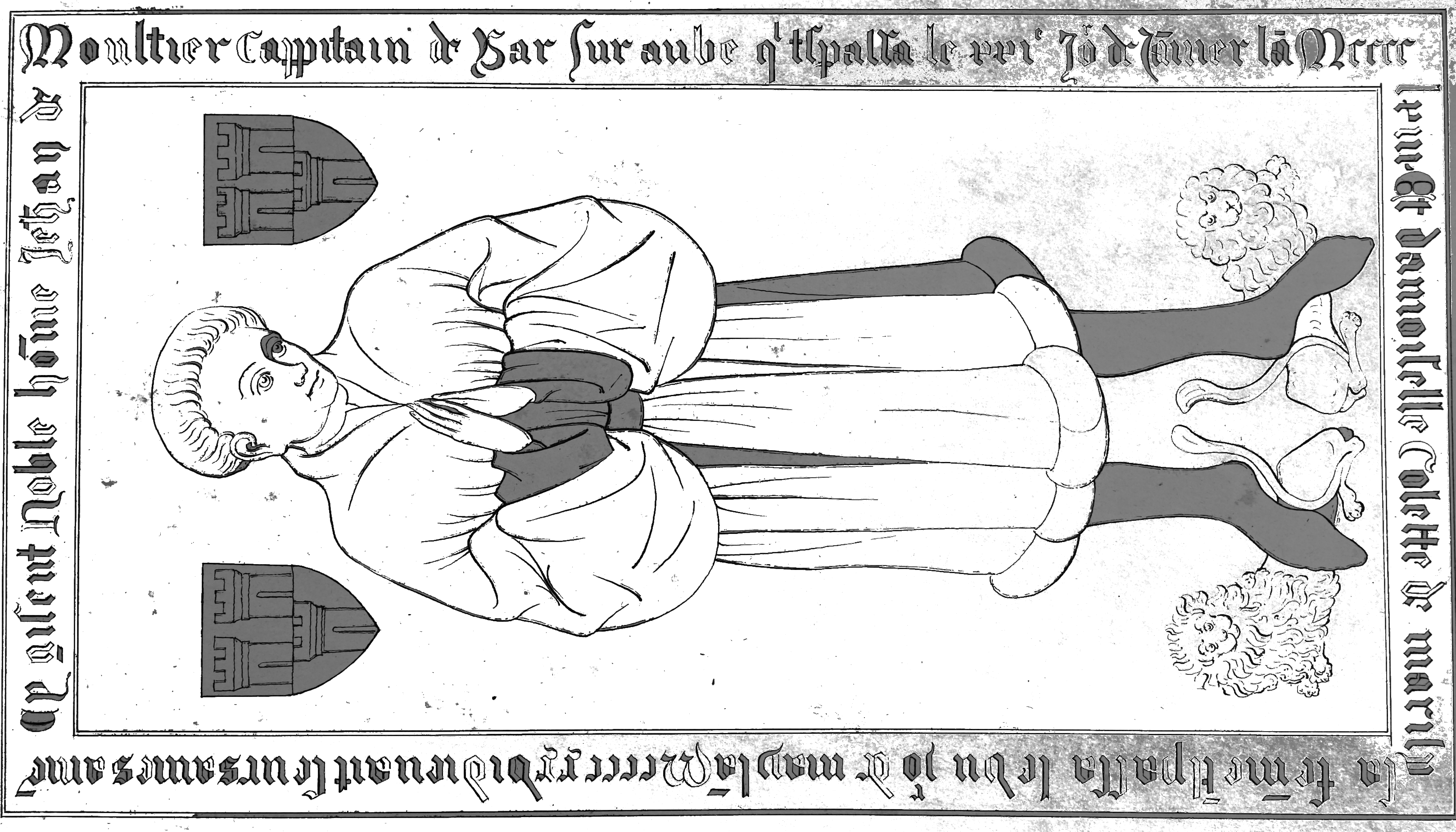
Dalle funéraire de Jehan du moultier, capitaine de Bar,
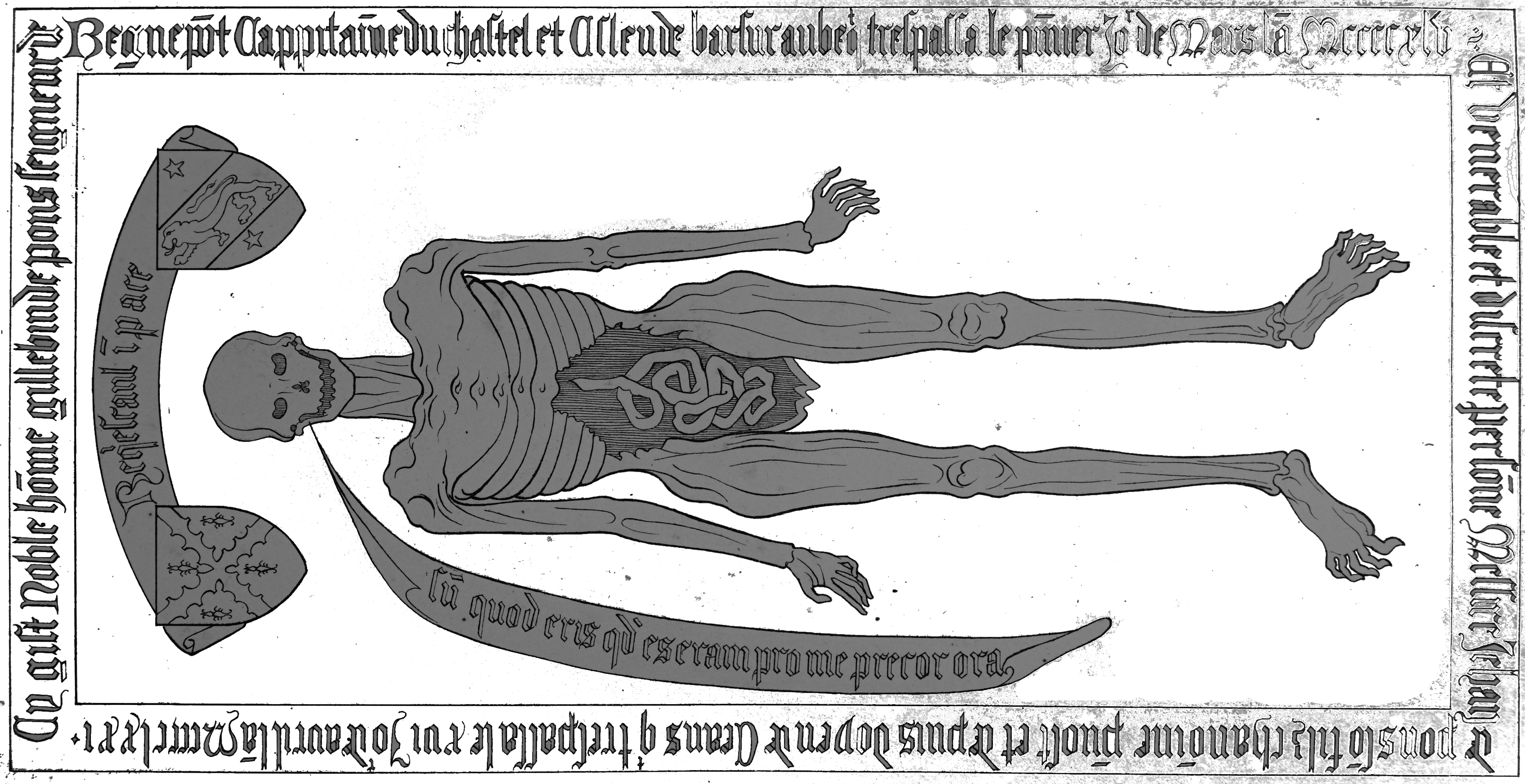
et de Gillehin du Pons, capitane du château.